# V.1
V.1 – to zalecenie CCITT (obecnie ITU-T) zatytułowane: Equivalence between binary notation symbols and the significant conditions of a two-condition code co można przetłumaczyć jako: Odpowiedniki (zamienniki) pomiędzy notacją binarną symboli i wyróżnione (znaczące) stany kodu dwustanowego.
Rekomendacja ta została zatwierdzona w roku 1988.
Rekomendacja ta jest jedną z serii rekomendacji ogólnych (V.1-V.8bis) definiujących sposób kodowania, szybkość przesyłania symboli, poziomy mocy sygnałów i rodzaje protokołów używanych przez modemy pracujące w sieci telefonicznej.